# Anyphaena syriaca
Anyphaena syriaca är en spindelart som beskrevs av Kulczynski 1911. Anyphaena syriaca ingår i släktet Anyphaena och familjen spökspindlar. Inga underarter finns listade i Catalogue of Life.